# Holandia na Letnich Igrzyskach Olimpijskich 1900
Holandię na igrzyskach w Paryżu reprezentowało 35 zawodników startujących w 7 dyscyplinach. Był to pierwszy start reprezentacji Holandii na igrzyskach olimpijskich.

## Zdobyte medale
| Medal  | Zawodnik | Dyscyplina  | Konkurencja                          | Rezultat  |
| ------ | --- | ----------- | ------------------------------------ | --------- |
| Złoto  | Hermanus Brockmann Roelof Klein François Brandt | Wioślarstwo | dwójka za sternikiem                 | 7:34,20   |
| Srebro | Hermanus Brockmann Johannes Terwogt Paul Lotsij Coenraad Hiebendaal Geert Lotsij                                                                    | Wioślarstwo | czwórka ze sternikiem                | 6:03,00   |
| Srebro | Henri Smulders Chris Hooijkaas Arie van der Velden                                                                                                  | Żeglarstwo  | klasa jachtów 3-10 ton               |           |
| Brąz   | François Brandt Johannes Van Dijk Roelof Klein Ruurd Leegstra Walter Middelberg Hendrik Offerhaus Walter Thijssen Henricus Tromp Hermanus Brockmann | Wioślarstwo | ósemka                               | 6:23,0    |
| Brąz   | Dirk Boest Gips Henrik Sillem Antoine Bouwens Solko van den Bergh Anthony Sweijs                                                                    | Strzelectwo | Pistolet dowolny 50 metrów drużynowo | 1 876 pkt |
| Brąz   | Johannes Drost | Pływanie    | 200 m stylem grzbietowym             | 3:01,00   |

## Skład kadry

### Łucznictwo
- Johannes van Gastel - nieznana konkurencja odpadł w eliminacjach
- Josephus Heerkens - nieznana konkurencja odpadł w eliminacjach
- Franciscus Hexspoor - nieznana konkurencja odpadł w eliminacjach
- Henricus Mansvelt - nieznana konkurencja odpadł w eliminacjach
- Petrus Nouwens - nieznana konkurencja odpadł w eliminacjach
- Johannes Stovers - nieznana konkurencja odpadł w eliminacjach

### Pływanie
- Herman de By - 200 m stylem dowolnym odpadł w eliminacjach,
- Eduard Meijer - 4000 m stylem dowolnym (5. miejsce),
- Johannes Drost - 200 m stylem grzbietowym (3. miejsce),
- Johannes Bloemen - 200 m stylem grzbietowym (4. miejsce),

### Strzelectwo
- Dirk Boest Gips - pistolet dowolny 50 m (6. miejsce),
- Henrik Sillem - pistolet dowolny 50 m (12. miejsce), karabin dowolny 3 pozycje 300 m (18. miejsce), karabin dowolny pozycja klęcząc 300 m (19. miejsce), karabin dowolny leżąc 300 m (6. miejsce), karabin dowolny stojąc 300 m (25. miejsce),
- Antoine Bouwens - pistolet dowolny 50 m (15. miejsce),
- Solko van den Bergh - pistolet dowolny 50 m (18. miejsce),
- Anthony Sweijs - pistolet dowolny 50 m (20. miejsce),
- Dirk Boest Gips, Henrik Sillem, Antoine Bouwens, Solko van den Bergh, Anthony Sweijs - pistolet dowolny 50 m drużynowo (3. miejsce),
- Marcus Ravenswaaij - karabin dowolny 3 pozycje 300 m (9. miejsce), karabin dowolny pozycja klęcząc 300 m (5. miejsce), karabin dowolny leżąc 300 m (14. miejsce), karabin dowolny stojąc 300 m (14. miejsce),
- Uilke Vuurman - karabin dowolny 3 pozycje 300 m (14. miejsce), karabin dowolny pozycja klęcząc 300 m (6. miejsce), karabin dowolny leżąc 300 m (8. miejsce), karabin dowolny stojąc 300 m (22. miejsce),
- Antoine Bouwens - karabin dowolny 3 pozycje 300 m (25. miejsce), karabin dowolny pozycja klęcząc 300 m (11. miejsce), karabin dowolny leżąc 300 m (26. miejsce), karabin dowolny stojąc 300 m (28. miejsce),
- Solko van den Bergh - karabin dowolny 3 pozycje 300 m (27. miejsce), karabin dowolny pozycja klęcząc 300 m (20. miejsce), karabin dowolny leżąc 300 m (20. miejsce), karabin dowolny stojąc 300 m (26. miejsce),
- Marcus Ravenswaaij, Henrik Sillem, Uilke Vuurman, Antoine Bouwens, Solko van den Bergh - karabin dowolny 3 pozycje 300 m drużynowo (5. miejsce),

### Szermierka
- Antonius van Nieuwenhuizen - szpada zawodowcy odpadł w eliminacjach

### Wioślarstwo
- François Brandt, Roelof Klein, Hermanus Brockmann - dwójka ze sternikiem (1. miejsce),
- Johannes Terwogt, Paul Lotsij, Coenraad Hiebendaal, Geert Lotsij, Hermanus Brockmann - czwórka ze sternikiem (2. miejsce)
- Walter Thijssen, Ruurd Leegstra, Johannes van Dijk, Henricus Tromp, Hendrik Offerhaus, Walter Middelberg, Roelof Klein, François Brandt, Hermanus Brockmann - ósemka (3. miejsce)

### Żeglarstwo
- Chris Hooijkaas, Henri Smulders, Arie van der Velden - jachty 3-10 ton (3. miejsce), klasa open (nie sklasyfikowani)